# Liste der Monuments historiques in Magny-Fouchard
Die Liste der Monuments historiques in Magny-Fouchard führt die Monuments historiques in der französischen Gemeinde Magny-Fouchard auf.

## Liste der Objekte
| Bezeichnung                      | Beschreibung                                              | Standort                           | Kennzeichnung | Schutzstatus | Datum | Bild |
| -------------------------------- | --------------------------------------------------------- | ---------------------------------- | ------------- | ------------ | ----- | ---- |
| Kruzifix                         | Holz, farbig gefasst, 16. Jahrhundert                     | in der Kirche Ste-Madeleine (Lage) | PM10004458    | PM10004458   | 1978  |      |
| Skulptur Heilige Maria Magdalena | Kalkstein, farbig gefasst, um 1600                        | in der Kirche Ste-Madeleine (Lage) | PM10001126    | Classé       | 1978  |      |
| Kommuniontisch                   | Schmiedeeisen, 18. Jahrhundert                            | in der Kirche Ste-Madeleine (Lage) | PM10001128    | Classé       | 1978  |      |
| Taufbecken                       | Kalkstein, bemalt, 12. Jahrhundert                        | in der Kirche Ste-Madeleine (Lage) | PM10004457    | Inscrit      | 1978  |      |
| Pietà                            | Kalkstein, farbig gefasst, 16. Jahrhundert                | in der Kirche Ste-Madeleine (Lage) | PM10001125    | Classé       | 1978  |      |
| Adlerpult                        | Eichenholz, farbig gefasst und vergoldet, 18. Jahrhundert | in der Kirche Ste-Madeleine (Lage) | PM10001127    | Classé       | 1978  |      |